# ساندو تودور
ساندو تودور (المعروف في سجلات الكنيسة باسم الأخ أغاثون، لاحقًا دانييل تودوريسكو، دانييل ساندو تودور، دانييل دي لا رارو، 22 ديسمبر أو 24 ديسمبر 1896-17 نوفمبر 1962) شاعر، وصحفي، وعالم دين، وراهب أرثوذكسي روماني. بعد أن كان شابًا مغامرًا، أصبح معروفًا لأول مرة في أواخر عشرينيات القرن العشرين، عندما ساهم في النهضة الأرثوذكسية الحديثة، والتحق بمجلة غنديرا. على الرغم من كونه تقليديًا وناقدًا للمادية، لكنه ارتبط ارتباطًا وثيقًا بالمشهد الحداثي، ودعم عمومًا القضايا اليسارية. كان تودور مالكًا لصحيفة، وصحفيًا معرضًا للفضائح، وواجه اتهامات بالتشهير وتجنبه أقرانه.
منذ عام 1927، عندما كتب أكاثيته الأولى، قدم تودور مبادرات تجاه الرهبنة الأرثوذكسية. طالب بالتكفير عن الذنب عالميًا، وسعى إلى إحياء الهدوئية في العصور الوسطى، وانضم إلى الصوفيين والكتاب الآخرين في إنشاء حركة «حرق محرقة الجثث» الدينية، وحصل على نذوره عام 1948. سرعان ما وُصف بأنه عدو للنظام الشيوعي الروماني، واعتقل مرتين لارتكابه جرائم سياسية مفترضة. توفي تودور في سجن أيود، وكان ضحية التعذيب والإهمال الجنائي. لم تسترد جثته بعدها.
يعتبر ساندو تودور عمومًا كاتبًا غير مكتمل، على الرغم من أن اندماجه في الحداثة والتقليدية أثارا اهتمامًا نقديًا. يتمتع بمتابعة كبيرة في مجال اللاهوت الأرثوذكسي، وبعد سقوط الشيوعية، نُظر في إعلان قداسته.

## سيرته

### المستقبلية المسيحية
افترض عمل تودور الأدبي ونظرته للعالم بالفعل روحًا مسيحية أرثوذكسية وتقليدية جديدة. سرعان ما اجتمع مع الدوائر الصوفية الأرثوذكسية، التي كان زعيمها غير الرسمي الشاعر اللاهوتي نيكفور كراينيك. ابتداءً من عام 1924، كان تودور من بين الكتّاب المنتسبين لمجلة غنديرا الأدبية، مما ساعد كراينيك على تحويل النشر عن أجندتها الحداثية والعلمانية. بعد عودته إلى بوخارست، ترأس تودور قسم الرفاهية في رابطة الطلاب المسيحيين، ونشر مجموعته الشعرية الأولى (القبو أو حارس القبو) في عام 1925. تلقت مجموعته مراجعة سيئة من الناقد جورج كلينيسكو، الذي وصف أسلوب تودور بأنه «باروكي» و«سطحي». وفقًا لكلينسكو، قلد تودور فن ما قبل الأرثوذكسية (مثال: دي. تيليور، وماتيو كاراجيال)، دون أن يتطور ليصبح «كاتبًا حقيقيًا».
كانت مساهمات تودور الأخرى كشاعر ومنظر أدبي في أقصى الحداثة الرومانية، واستضافتها المجلة الطليعية كونتيمبورانل. تضنت مساهماته مقال فبراير 1927 (منطق العبث). وفقًا للمؤرخ الأدبي أدريان مارينو، ينبغي قراءته على أنه نص «عدمي»، مرددًا عدم عقلانية حركتي الدادا والمستقبلية. في مارس ساهم في افتتاحية كونتيمبورانل، وهي نص جدلي حول تأثير الحداثة الثقافية. يرى الباحث بول سيرنات فيها عينة من الأرثوذكسية «المستقبلية إلى حد ما»، مشيرًا إلى هجومها على المحتوى «فوق الجنسي» و«البسالة» للحداثة الصغرى، فضلًا عن مدحها للصفاء في الحداثة العليا. أخذ المقال مراجعه من الروحانية الحديثة التي تبناها سار بيلادان، وجون راسكن، وجان كوكتو، وافترض وجود صراع أساسي في الفن الحديث، بين «أبناء الانتحار» و «فن المحارب للخلود».
كانت مساهمات تودور الأخرى في كونتيمبورانل عبارة عن قصائد قصيرة، متأثرة بشدة بالمستقبلية والتعبيرية، ولكنها منظمة حول الرؤى الأرثوذكسية المروعة. لاحظ سيرنات أن تودور الشاعر فاجأ النقاد باستيعابه «العضوي» «للصفائية» الحديثة، بينما كانت جذوره الغانديرية ما تزال ظاهرة.
من خلال تركيبه للعدمية الأدبية والتفاني الأرثوذكسي، وجد تودور نفسه على خلاف مع بطل الحداثيين، الشاعر الصحفي تودور أرغيزي. في كونتيمبورانول، ألمح تودور إلى أن شعر أرغيزي «الطليعي الزائف» كان مبتذلًا وتلذذيًا. كتب أرغيزي، وهو راهب مجرد من رهبنته، ليخبر تودور أنه لا يرى صلة عميقة بين الأرثوذكسية والروح الرومانية. قال أرغيزي أيضًا، افترضت الأرثوذكسية العكس ولكنها كانت تمزح فحسب. أظهرت تعليقات تودور في كونتيمبورانول أن موظفي المجلة كانوا ينسحبون من الجناح الثوري للحداثة الرومانية. أثار موقفها المحافظ قلق الراديكاليين في مجلة أونو. سرعان ما سُمي تودور واحدًا من المؤلفين الذين يخربون المدرسة الحداثية بأكملها.
نحو عام 1928، كان تودور على اتصال بالعالم الديني الشاب ميرتشا إلياده، الذي أصبح نصيرًا للتقاليد الجديدة التجريبية في الفلسفة الرومانية. تأثر كلاهما بناي يونيسكو، اللاهوتي والمنطقي، والمنظر للأيديولوجية الانتقائية المعروفة باسم الوجودية. بالنظر إلى تلك الفترة في مذكراته في الثمانينيات من القرن العشرين، كتب إلياده: «التقيت كثيرًا مع ستيليان ماتيسكو، وبول ستريان، وميرسيا فولكانيسكو، وساندو تودور. لقد خططنا معًا لمجلة عن الفلسفة الدينية، والتي وجد لها تودور عنوانًا: (الروح والكلمة) بالرومانية Duh și Slovă». المجلة، التي وصفها إلياده بأنها خليفة محتملة لمجلة يونيسكو الصوفية لوغوس، لم تصل للطباعة.